# Richard Graham (cầu thủ bóng đá, sinh 1974)
Richard Graham (sinh ngày 28 tháng 11 năm 1974 ở Dewsbury, West Yorkshire) là một cựu hậu vệ bóng đá người Anh. Trung vệ này gia nhập Oldham Athletic và có hơn 160 trận ở giải vô địch và cúp cho câu lạc bộ.